# Moulouya
De Moulouya (Arabisch: وادي ملوية Nahr Mulwīya, Berbers: ⴰⵙⵉⴼ ⵎⵍⵡⵉⵢⴰ Asif Mulwiya) is een 520 kilometer lange Marokkaanse rivier die in de Jbel Ayachi begint en eindigt in de Middellandse Zee. In haar stroomgebied bevinden zich meerdere stuwdammen, kloven, bergen en natuurgebieden. Onder de stuwdammen zijn de Hassan II-dam en de Mohamed V-dam de belangrijkste. En ook onder de natuurgebieden is de monding van deze rivier een waardevol natuurgebied, Nationaal Park Moulouya genaamd. De Moulouya was in het verleden meerdere malen een grensrivier tussen bepaalde gewesten of landen. Daarnaast waren er in het dal van de rivier ook verschillende volksverhuizingen van Berberse en Arabische stammen, wat als gevolg had dat het dal tot op de dag van vandaag bewoond wordt door verschillende etnische groepen.

## Verloop

### Bovenloop
De Moulouya ontspringt ter hoogte van het dorp Mougueddid (regio Meknès-Tafilalet) door de samenkomst van meerdere bergbeekjes, die in de nabijgelegen Jbel Ayachi (Atlasgebergte) ontspringen. Vanuit deze omgeving doorstroomt ze diverse kloven en landbouwgebieden. In de landbouwgebieden wordt ze gebruikt voor irrigatie, en in de kloven vooral voor toerisme. De Moulouya bereikt al snel de eerste grote(re) plaats; Boumia. Ondertussen komen er meerdere beekjes die zich bij de nu als beek ogende Moulouya voegen, waardoor ze ook 's zomers een redelijk stabiel debiet heeft. Ze stroomt verder richting het Hassan II-stuwmeer, waar ze nog steeds veel andere beekjes opneemt.
Hier bereikt ze ook de gelijknamige stuwdam, die wordt gebruikt voor het opwekken van elektriciteit. Voorbij de dam krijgt ze meteen het karakter van een kleine rivier, waardoor ze in de lente beter het smeltwater kan afvoeren. Het riviertje meandert hier sterk door de lokale kloven. Hier is tevens nog een toeristische trekpleister: de Aoulimijn, een mijn die ten tijde van het Franse bewind over Marokko werd opgericht om de belangrijke stoffen vervolgens naar Noord-Frankrijk te brengen. De mijn werd in 1936 opgericht en sloot in de jaren '80. Sindsdien is het een toeristische trekpleister.
De Moulouya krijgt ter hoogte van de Aoulimijnen het karakter van een échte rivier. Daarna steekt ze de grens tussen de Marokkaanse regio's Meknès-Tafilalet en Fez-Boulmane over. Door het inmiddels gegroeide debiet worden de kloven breder en begint het zelfs een dal te vormen. Door de breedte en de vruchtbaarheid in de grond is hier weer irrigatie mogelijk. Dit komt doordat de Moulouyarivier het Atlasgebergte tijdelijk verlaat en hier door een lager gelegen gebied begint te stromen. Ze stroomt hier langs vele plaatsen die grotendeels afhankelijk zijn van de rivier. Een van deze plaatsen is Outat El Haj, wat tevens de plek is waar de middenloop van de Moulouya begint.

### Middenloop
Vanuit de omgeving van Outat El Haj wordt de rivier veel gebruikt voor irrigatie in de landbouw. Het kan gebeuren dat de rivier soms lokaal droogvalt, door een te groot waterverbruik. Ondertussen wordt het dal steeds breder en krijgt hier op sommige plekken ruimte om te meanderen. Op de plaats waar de rivier weer door het Atlasgebergte begint te stromen, met verschillende nauwe kloven, versmalt het dal zich weer. Iets verderop is het weer een laaggelegen, agrarisch gebied.
Ook is ze hier inmiddels weer de grens tussen de regio's Fez-Boulmane en Taza-Al Hoceïma-Taounate overgestoken. Vanaf dit punt begint de rivier meer te vlechten en houdt ze op met meanderen. Daarna bereikt de Moulouya al snel de eerste aanzienlijk grote plaats; Guercif.
Ze neemt hier tevens een van haar grotere zijrivieren op; de Melloulou. Net buiten de stad begint ze stromen door het grensgebied van de regio's Taza-Al Hoceïma-Taounate en Oriental. Na een lange reis bereikt ze alweer de volgende plaats; Melga el Ouidane. Hier begint de benedenloop.

### Benedenloop
Vanuit dit plaatsje stroomt ze in de richting van het Mohamed V-stuwmeer, waar ze een kleine delta heeft gevormd door de constante aanvoer van sediment. Dit is erg voordelig voor de landbouw langs de rivier, aangezien de aarde in deze delta ook erg vruchtbaar is. Daarnaast is het meer vanwege haar goed onderhouden draslanden uitgeroepen tot Ramsar-gebied. Vervolgens komt ze via het meer uit bij de tweede belangrijke stuwdam; de Mohamed V-dam. Na het verlaten van het meer èn de stuwdam begint ze nu eindelijk definitief door de regio Oriental te stromen. Ook houdt ze hier op met vlechten, en even later bereikt ze het kleinere Hammadistuwmeer en de Hammadi-dam.
Na het verlaten van de dam en het meer verliest de rivier veel water aan diverse irrigatiekanaaltjes, wat resulteert in een lager debiet. Maar door de instroom van verschillende beekjes in de Moulouya is er bij het dorp Mechraa Elmalh al weer voldoende water in de rivier. Vanuit deze omgeving stroomt ze in een laaggelegen gebied naar de monding in de Middellandse Zee. Dit laaggelegen gebied is heel vruchtbaar. Wederom is dit ook weer een heel agrarisch gebied en zijn er ook verschillende beschermde natuurgebieden. Ondertussen voegen er zich meerdere riviertjes (voornamelijk uit de omgeving van Berkane) zich bij de hoofdstroom.
Dit zorgt alweer voor een vooruitgang in het debiet van deze rivier.
De monding in de Middellandse Zee is op dit moment dichtbij. De rivier stroomt verder, en blijft zich ondertussen maar verbreden. Dit is omdat de monding bestaat uit een estuarium. Uiteindelijk bereikt ze de monding ook en stroomt hier aan beide oevers langs het Nationaal Park Moulouya, een natuurgebied dat onder andere bestaat uit bossen, vlaktes, meren en stranden. Het is daarnaast ook rijk aan fauna. Een veel voorkomende soort in dit gebied zijn flamingo's. Vervolgens stroomt ze langs nog enkele bossen en komt hier dan uit in de Middellandse Zee.

## Geschiedenis
In de oudheid vormde de Moulouya de grens tussen de Romeinse provincies Mauretania Tingitana en Mauretania Caesariensis. De rivier heette toen Malva. Vervolgens vormde ze de grens tussen Castilië (ten westen van de rivier) en Aragón (oost). Bij het Verdrag van Monteagudo in 1291 werd dit goedgekeurd door de reyes Sancho IV van Castilië en Jacobus II van Aragon. Ondertussen was de naam van de rivier in deze tijd al ontwikkeld naar Mulucha. In sommige talen, zoals Portugees, wordt deze naam nog steeds gebruikt. Naast de lange geschiedenis van de rivier heeft ze ook een culturele betekenis. Aan de oostkant van de rivier spreekt men Arabisch, terwijl er aan de westkant Berbers(e dialecten) wordt gesproken. Ook vormde de rivier nog in de jaren '20 van de twintigste eeuw nog de oostelijke grens van de Rif-Republiek, met de rest van het toenmalige Marokko aan de andere kant van de oever, met inbegrip van grote steden zoals Saïdia en Oujda.

## Ecologie

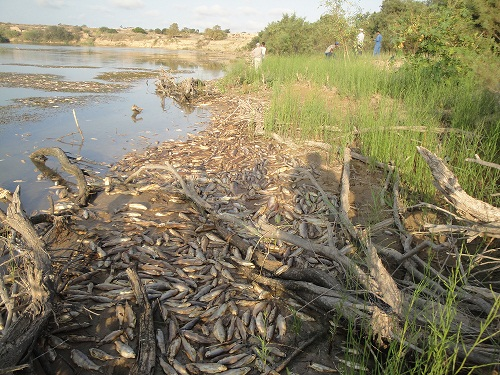
Een foto van de gestorven vissen

Ondanks het feit dat de natuurgebieden (zoals Nationaal Park Moulouya) langs de Moulouya volop in ontwikkeling zijn, wordt de rivier regelmatig vervuild met onder andere huishoudelijk- en agrarisch afval. De vervuiling heeft ook slechte invloed op de natuurgebieden zelf. Dit heeft tot nu toe tot enkele kleine ecologische rampen geleid. Een goed voorbeeld hiervan is in 2011; toen er een heel grote groep vissen stierven en vervolgens afdreven naar de oever. Vele lokale veehouders vreesden dat hun vee hetzelfde zou overkomen.
- Bibliothèque nationale de France: cb11973267v (data)
- Gemeinsame Normdatei: 4459302-8
- Library of Congress Control Number: sh88001311
- Nationale Bibliotheek van Israël: 987007532182205171
- Système universitaire de documentation: 027758532
- Virtual International Authority File: 240525881

1. ↑   Abandoned mines of Aouli